# Chambersburg
Chambersburg es un borough ubicado en el condado de Franklin en el estado estadounidense de Pensilvania. En el año 2008 tenía una población de 18,302 habitantes y una densidad poblacional de 1,034 personas por km².

## Geografía

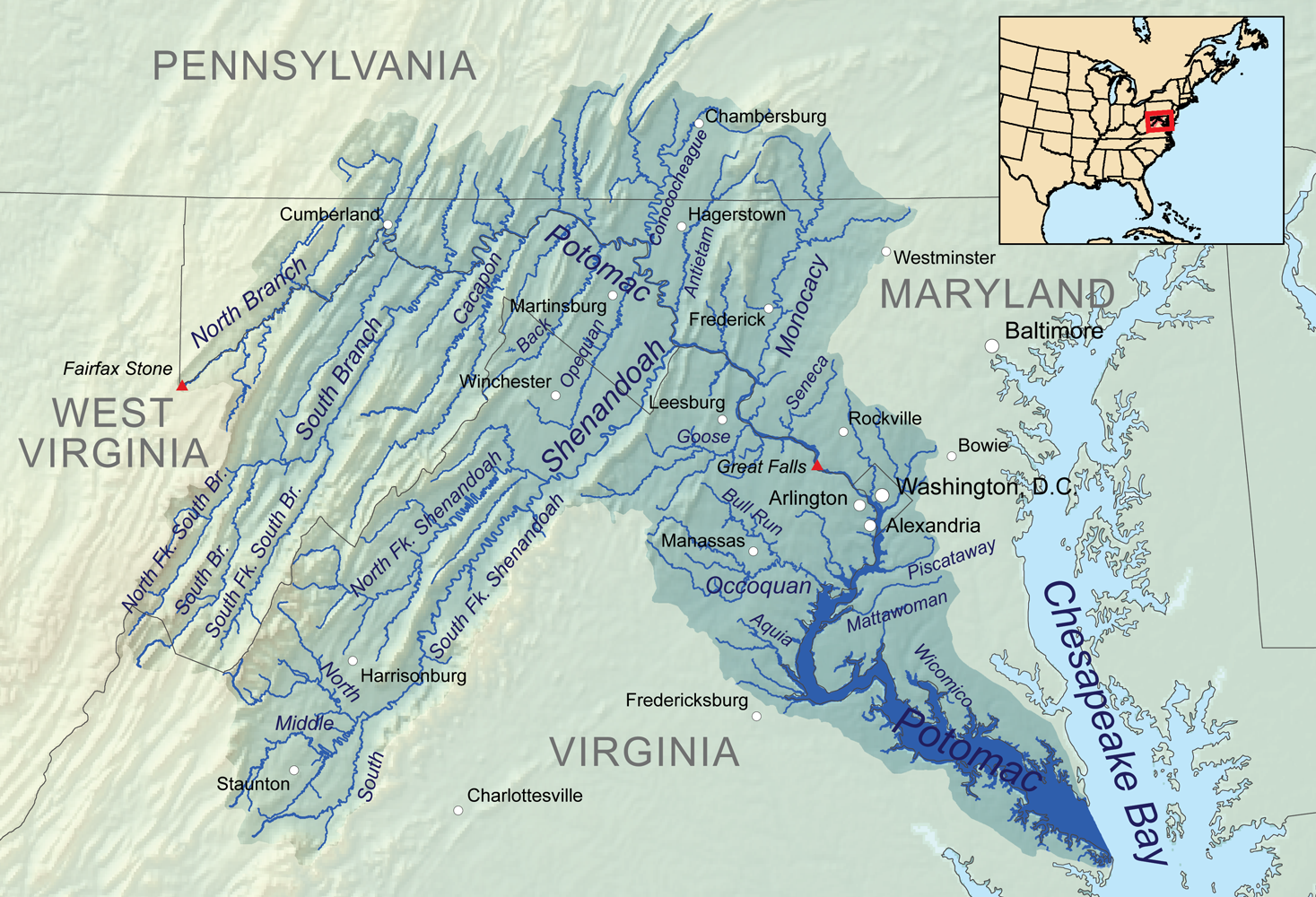
Mapa del río Potomac en el que sale —arriba— Chambersburg

Chambersburg se encuentra ubicado en las coordenadas 39°56′05″N 77°39′23″O / 39.93472, -77.65639.

## Demografía
Según la Oficina del Censo en 2000 los ingresos medios por hogar en la localidad eran de $32,336 y los ingresos medios por familia eran $40,352. Los hombres tenían unos ingresos medios de $31,803 frente a los $21,548 para las mujeres. La renta per cápita para la localidad era de $12,317. Alrededor del 12.9% de la población estaba por debajo del umbral de pobreza.